# Amateurfunkbetriebstechnik
Die Amateurfunkbetriebstechnik beschreibt die innerhalb des Amateurfunkdienstes übliche Betriebstechnik, also die Sprachregeln, mit denen Funkamateure untereinander kommunizieren. Gesetzlich ist vorgeschrieben, dass das eigene Amateurfunkrufzeichen zu Beginn, zu Ende und dazwischen alle zehn Minuten zu nennen ist. In der Betriebsart Fonie (Sprechfunk) wird es in der Regel mithilfe des ICAO-Alphabets buchstabiert (Alfa, Bravo, Charlie, …).
Im Folgenden sind beispielhaft einige Funkverbindungen (QSOs) skizziert. Der hervorgehobene Text stellt den Inhalt des QSOs dar, der weitere Text dient der Erläuterung.

## Betriebstechnik beim Morsen
Beim Morsen, auch CW genannt, werden spezielle, international festgelegte Abkürzungen verwendet. Einige dieser Abkürzungen haben sich inzwischen auch beim Schreiben von SMS oder im Internet eingebürgert.
Neben den Abkürzungen gibt es die wichtigen Funkverkehrszeichen, mit denen beispielsweise Anfang und Ende einer Nachricht markiert werden, sowie sogenannte Q-Gruppen. Diese werden von Funkdiensten zur effizienten und eindeutigen Übertragung von Standard-Nachrichten verwendet. Neben den offiziellen Q‑Gruppen haben sich einige Bedeutungen speziell im Amateurfunkdienst ergeben:

### QRP
QRP bedeutet eine Ausgangsleistung kleiner als 5 W bei Telegrafie (CW) beziehungsweise kleiner als 10 W im Sprechfunk (SSB). Eine Abwandlung ist QRPp, womit eine Ausgangsleistung kleiner als 1 W gemeint ist.

### QSO
Ein QSO bezeichnet eine zweiseitige Funkverbindung. Eine zweiseitige Funkverbindung abzuwickeln ist im Sprachgebrauch ein QSO fahren. Manchmal finden auch sogenannte QSO-Partys statt. Dies sind Wettbewerbe, in dem es meist darum geht, die meisten QSOs zu „sammeln“ oder in der Summe die größte Entfernung zu überbrücken.

### QTH
QTH gehört zu den am meisten gebrauchten Q-Gruppen und wird manchmal auch in anderen Bereichen als Abkürzung für „Standort“ benutzt.

### QSY
QSY kann als Aufforderung angesehen werden, die Empfangsfrequenz zu ändern, oder man kündigt damit einen Frequenzwechsel an.

### QRG
Als QRG wird die Frequenz bezeichnet, auf welcher gerade gesendet bzw. gehört wird.

### QLF
Inoffiziell: Mit QLF ist bei Morseübertragungen gemeint: Geben Sie nun mit dem linken Fuß. Diese humorvoll gemeinte Anweisung weist auf eine schlecht verständliche Tastweise des Funkers hin.

### Funkbetrieb
Für effizienten Morse-Funkbetrieb reicht es nicht, nur die 26 Buchstaben des Alphabets (A–Z) zu beherrschen, sondern man sollte auch die Ziffern (Ø–9), einige Satzzeichen sowie Verkehrszeichen kennen. Einen Eindruck soll folgende Funkverbindung liefern:
Funkgespräch zwischen den Amateurfunkstationen DLØIU und DLØBST:
(Erste Zeile: Funkverbindung – folgende Zeilen: Erläuterung)
DLØIU:
```
CQ CQ CQ DE DLØIU DLØIU K

allgemeiner Anruf (CQ = seek you), hier ruft (DE = von) DLØIU, und hört (K = kommen)
```

DLØBST:
```
DLØIU DE DLØBST K

DLØIU von DLØBST kommen
(Jetzt steht die Funkverbindung offiziell)
```

DLØIU:
```
DLØBST DE DLØIU = GE DR OM UR RST 599 HR = QTH BRAUNSCHWEIG = OP IS MIKE HW? =  + DLØBST DE DLØIU K

Guten Abend (GE = good evening) lieber (DR = dear) Funkfreund (OM = old man). Dein (UR = your)
Signal ist (RST = Readability Signalstärke Tonqualität) perfekt (599) hier (HR = here).
Mein Standort ist (QTH) BRAUNSCHWEIG. Der Operator (OP) heißt (IS) MIKE.
Wie kannst du mich verstehen/aufnehmen? (HW? = how?)
„=“ Trennungszeichen, „+“ Spruchendezeichen
```

DLØBST:
```
DLØIU DE DLØBST = TNX FB RPRT DR OM MIKE UR 558 = QTH BRAUNSCHWEIG = NAME IS YETI =

+ DLØIU DE DLØBST K

Danke (TNX = thanks) für den guten (FB = fine business) Signalbericht (RPRT = report) lieber (DR)
Funkfreund (OM) MIKE. Ich empfange dich (UR = hier: your rst is) gut (558).
Mein Standort ist (QTH) auch BRAUNSCHWEIG. Mein Name (NAME) ist (IS) YETI.
```

DLØIU:
```
DLØBST DE DLØIU = OK TNX QSO DR YETI = BEST 73 ES HPE CUAGN = + DLØBST DE DLØIU K

Alles verstanden (OK), Danke (TNX) für die Funkverbindung (QSO) lieber (DR) YETI.
Beste Wünsche (BEST 73) und (ES) ich hoffe (HPE = hope)
Dich bald wieder zu hören (CUAGN = see you again).
```

DLØBST:
```
DLØIU DE DLØBST = R TU CUAGN 73 = + DLØIU DE DLØBST + SK

Habe alles verstanden (R = roger), Danke (TU = thank you), Auf Wiederhören (CUAGN),
Viele Grüße (73), Ende der Verbindung (SK)
```

Im Laufe der Funkverbindung sind fast ausschließlich Q-Gruppen und Abkürzungen benutzt worden. Dadurch ist ein schnelles Gespräch gewährleistet, in dem alle nötigen Informationen übertragen werden. Der unschlagbare Vorteil ist hier, dass auch Funkamateure, die des Englischen nicht mächtig sind, sich mit jedem anderen Funkamateur in der ganzen Welt verständigen können.

### Langsames Morsen
Das Morsen mit sehr langen Morsezeichen nennt sich auch Slow CW oder QRSS nach der Q‑Gruppe QRS mit der Bedeutung: „Geben Sie langsamer!“. Die benötigte Bandbreite wird durch die geringe Übertragungsgeschwindigkeit sehr gering und die Empfangsstation kann so Signale dekodieren, die bis zu 30 dB unter dem Rauschen liegen. QRSS wird bevorzugt auf den Langwellenbändern und bei Hifer-Baken verwendet.
Die Geschwindigkeit bei QRSS wird nicht wie üblich in Zeichen oder Wörtern pro Minute, sondern durch die verwendete Punktlänge angegeben. Gängige Punktlängen liegen zwischen 3 s und 60 s, letztere vorwiegend bei Transatlantik-Versuchen im 2,2-Kilometer-Band. Wegen der geringen Geschwindigkeit beschränkt man den Austausch der Informationen auf ein Minimum, ein typisches QSO, welches bei 3 s Punktlänge nicht selten über 30 Minuten dauert, könnte in etwa so aussehen:
DLØIU:
```
CQ DLØIU DLØIU K

Allgemeiner Anruf der Amateurfunkstelle DLØIU
```

Der amerikanische Funkamateur K1JT könnte so antworten:
```
DLØIU K1JT K

DLØIU, hier ruft K1JT
```

Die Beurteilung der Verbindung wird nicht im oben gezeigten RST-System, sondern im TMO-System gegeben. Dabei wird einer der folgenden Buchstaben zurückgesandt:
O  - - -  =  Signal ist perfekt zu lesen
M  - -  =  Signal ist zu lesen
T  -  =  Signal erkannt
Demnach geht das Gespräch so weiter:
DL0IU:
```
K1JT DLØIU GD O O O K

K1JT wird von DLØIU perfekt empfangen
```

und als Antwort von K1JT:
```
TNX M M 73 TU K

DLØIU wird bei K1JT so empfangen, dass der Text lesbar ist
```

darauf DLØIU:
```
FB TNX 73 K1JT DLØIU SK

Herzlichen Dank für die Verbindung und viele Grüße an K1JT von DLØIU, DLØIU beendet die
Funkverbindung
```

und als Verabschiedung kommt von K1JT zurück:
```
73 TU DLØIU K1JT SK

Viele Grüße an DLØIU von K1JT; Ende der Funkverbindung
```

Bei guten Bedingungen, und wenn man genug Zeit hat, kann man weitere Informationen übertragen, also z. B. den eigenen Standort, den Locator, den Namen usw. Eigentlich fordern die Lizenzbedingungen, dass man das eigene Rufzeichen alle zehn Minuten überträgt. Bei der Länge eines Durchganges muss man also das eigene Rufzeichen durchaus öfter in das laufende Gespräch einfließen lassen. Oft wird das mit der konventionellen Geschwindigkeit gemacht, um das CWSS-Gespräch nicht zu lange zu unterbrechen.

## Fonie-Betriebstechnik
Das folgende Beispiel zeigt eine kurze Fonie-Verbindung (z. B. in SSB) zwischen den Amateurfunkstationen DL1BSP und G9EG: (fett: Funkverbindung – normal: Erläuterung). Rufzeichen werden zumeist nach dem ICAO-Alphabet buchstabiert. Sofern ihre Schreibweise nicht allgemein bekannt ist, werden auch Namen und Standorte entsprechend buchstabiert.
DL1BSP:
```
CQ CQ CQ this is DL1BSP calling (bis zu 3× wiederholen) and DL1BSP is listening

allgemeiner Anruf (CQ), von DL1BSP, und hört
```

G9EG:
```
DL1BSP this is G9EG calling

G9EG antwortet auf den allgemeinen Anruf von DL1BSP
```

DL1BSP:
```
G9EG this is DL1BSP. Thank you for coming back to my call. Your report is 5 9.

My name is Hans and my QTH is Musterstadt. Back to you, G9EG this is DL1BSP listening.

G9EG wird von DL1BSP begrüßt und erhält als Rapport (RS) 59. DL1BSP stellt sich und seinen Standort
(QTH) vor und übergibt wieder an G9EG.
```

G9EG:
```
DL1BSP this is G9EG returning. Nice to meet you Hans and thank you for 5 9. Your signal is 5 8,

58 here. My name is Bob Bob and my QTH is near London. Mike back to you DL1BSP this is G9EG

listening.

G9EG bedankt sich für den Rapport und begrüßt den Operator von DL1BSP. Anschließend gibt er
seinen Rapport für DL1BSP und stellt sich vor. Schließlich gibt Bob das 
Mikrofon
 zurück an DL1BSP.
```

DL1BSP:
```
This is DL1BSP returning. All copied Bob. Thank you for the 5 and 8 report from London and

the short QSO. I hope to meet you again soon, best 73 to you and your family Bob. G9EG this

is DL1BSP.

DL1BSP wiederholt die Informationen von G9EG, bedankt sich für die Verbindung (QSO) und sendet
seine Grüße (73) an G9EG und dessen Familie.
```

G9EG:
```
All ok Hans. DL1BSP this is G9EG. Thanks for the QSO Hans, all the best to you and yours.

G9EG QRT.

G9EG bedankt und verabschiedet sich. DL1BSP kann nun von anderen Stationen auf dieser Frequenz
angerufen werden oder erneut einen allgemeinen Anruf starten.
```

Internationale Verbindungen finden zumeist in Englisch statt. Wenn beide Gesprächspartner eine gemeinsame andere Sprache beherrschen (z. B. nationale Verbindungen), wird auch diese verwendet.

## Betriebstechnik bei digitalen Betriebsarten
Beim Betrieb in digitalen Betriebsarten, wie zum Beispiel RTTY, PSK31 oder FT8, wird eine Mischung aus der für Telegrafie und Fonie beschriebenen Betriebstechnik verwendet. Eine typische Verbindung (QSO) wird in einer Mischung aus Klartext und den bei Telegrafie verwendeten Abkürzungen abgewickelt. Ein Buchstabieren von Rufzeichen oder anderen Angaben findet nicht statt. Die Durchgänge sind zumeist länger als bei Telegrafie.
Der sogenannte BK-Betrieb bei Telegrafie ermöglicht das Hören zwischen den Zeichen des selbst gesendeten Signals. Bei den digitalen Betriebsarten ist, ebenso wie bei Fonie, normalerweise kein Unterbrechen des Gesprächspartners möglich (Halbduplex-Betrieb).
Heute werden für die digitalen Betriebsarten zumeist Computerprogramme eingesetzt. Diese erlauben zum einen das Vorausschreiben des zu sendenden Textes während des Empfangs. Zum anderen verfügen sie über Makros, die sich automatisch vor dem Aussenden um Bausteine wie den Namen oder das Rufzeichen der Gegenstation ergänzen. Dies vereinfacht den Betrieb beträchtlich, führt allerdings auch zu unpersönlicheren „Standard“-QSOs.